# V říši za zrcadlem
V říši za zrcadlem (v anglickém originále Through the Looking Glass) je v pořadí devatenáctá epizoda třetí sezóny seriálu Star Trek: Stanice Deep Space Nine.
Komandéra Siska přesvědčí „Smiley“ O'Brien z paralelního vesmíru, aby převzal roli po zemřelém kapitánu Siskovi a získal na stranu Terranů Jennifer Siskovou.

## Příběh
Sisko se ve své kanceláři setká s Odem a Quarkem a poslouchá Odovo hlášení o posledních Ferengových přestupcích. Vypadá to, že Quark má ve svém skladu množství cardassijských hrabošů. Barman se pokouší vysvětlit, že zamoření hraboši není neobvyklá událost, Odo ale odvětí, že Quark s Mornem jim natírali na záda čísla. Když Sisko obviní Quarka z přípravy na hraboší zápasy, Fereng předstírá nevinnost a tvrdí, že neměl ani tušení, že Morn plánoval zvířata využít tímto způsobem. Komandér nařídí hraboše zabavit a odstranit ze stanice, Quark ale řekne, že to Morna hluboce raní, protože to jsou jeho oblíbení mazlíčci. Sisko odpoví, že by měl Mornovi sehnat nějakou zlatou rybku.
Když se komandér vrací ze setkání bezpečnosti, je unesen dvojníkem Milese O'Briena, který jej vezme do tzv. zrcadlového vesmíru, který Kira Nerys a Julian Bashir navštívili minulý rok. Tento O'Brien vysvětlí, že Siskův protějšek, vůdce terranské rebelie proti klingonsko-cardassijské Alianci, byl zabit. „Smiley“ O'Brien chce po Siskovi, aby svého dvojníka nahradil a získal pro rebely terranskou vědkyni, která spolupracuje s Aliancí. Tou vědkyní je Jennifer Sisková, zrcadlový protějšek komandérovy zemřelé ženy. Jennifer pomáhá se stavbou senzorového zařízení, které pomůže odhalit tajné místo rebelů v Badlands. Sisko ji tedy musí přesvědčit, než dokončí svou práci, jinak by ji rebelové museli zabít. Protože nechce ji vidět umírat znovu, souhlasí s pomocí. Setká se s rebely, včetně protějšků Bashira, Roma, Tuvoka i Jadzie, která je v tomto vesmíru Siskovou milenkou.
Alianční Terok Nor, zrcadlová stanice Deep Space Nine, je ovládána intendantem Kirou. Ta poví Jennifer, že krveprolití proti Terranům skončí, když dokončí zařízení, na kterém vědkyně pracuje. Nicméně později za pomoci Garaka, svého poradce, mučí Kira v centru zpracování rudy terranského otroka. Intendantka poté zjistí, že Sisko je stále živý.
S komunikátory implantovanými pod kůží se Sisko s O'Brienem vypraví na rebelské lodi k Terok Noru. Jsou okamžitě zadržení a vzati ke Kiře, která pošle Smileyho k otrokům ke zpracování rudy, zatímco Siska odvede do své kajuty. Později se komandér setká s Jennifer, která jím však pohrdá. On se bez odhalení své pravé identity omlouvá za předchozí chyby a řekne, že ji přišel zachránit. Zkusí ji přesvědčit, že jejím skutečným nepřítelem je Aliance, která chce rebely vyhladit, až je najde. Protože se zdá, že by mohl získat její důvěru, zasignalizuje O'Brienovi, který ve středisku zpracování rudy zapříčiní poruchu, díky níž může on i další terranští vězni utéct. Mezitím Jennifer souhlasí se Siskovým plánem, oba se setkají s O'Brienem a zamíří k čekající lodi.
Než však mohou ze stanice uprchnout, začnou je pronásledovat vojáci Aliance v čele s Kirou. Zatímco intendantka čeká, až se Sisko zahnaný do kouta vzdá, on se nenápadně vytratí a vezme svou skupinu do střediska na zpracování rudy, kde se zabarikádují. Když se Kira, Garak a její vojáci dostanou dovnitř, Sisko jí poví, že aktivoval autodestrukční systém stanice, který může zastavit pouze on sám. Kira neochotně souhlasí, že nechá Siska, Jennifer, O'Briena i ostatní Terrany jít výměnou za zastavení autodestrukční sekvence. Sisko se poté s ostatními vrátí na základnu rebelů, kde se Jennifer přizná, že si myslela, že on jejím skutečným manželem není. Na rozloučenou se políbí a Sisko se vrátí zpět do svého vesmíru.

## Zajímavosti
- Po epizodě „Průnik“ se jedná o druhý díl seriálu, který se odehrává v zrcadlovém vesmíru. Zrcadlový Sisko byl od doby „Průniku“ zabit.
- V tomto díle hostuje Tim Russ, známý jako Tuvok ze seriálu Star Trek: Vesmírná loď Voyager. Zde hraje zrcadlového protějška své hlavní postavy.